# Roodevaart
Roodevaart is een buurtschap ten zuiden van Moerdijk, in de Nederlandse provincie Noord-Brabant. Het bevindt zich aan de uitmonding van de Roode Vaart in het Hollandsch Diep, waar tegenwoordig een insteekhaven is gegraven. Er is hier een schutsluis in de Roode Vaart.

## Geschiedenis
Roodevaart ontwikkelde zich na de Sint-Elisabethsvloed van 1421 bij een haven aan de Roode Vaart, welke op zijn beurt een aftakking vormde van de Mark. De Roode Vaart werd vanouds overbrugd door een veerpontje, in 1857 kwam er een ophaalbrug, die in 1992 werd vernieuwd.
In de loop van de 19e eeuw kwam hier wat industrie, te weten een betonfabriek en twee scheepswerven. Eén daarvan was van de firma Paans en heette De Hoop der Drie Gebroeders. Ze bestond reeds in de 19e eeuw en heeft gewerkt tot in de jaren 70 van de 20e eeuw. Men had een langshelling van 50 meter en was gespecialiseerd in de bouw van schepen met een petroleummotor. Ook bouwde men kleine sleepboten en binnenschepen, waaronder een aantal  Kempenaars. De tweede scheepswerf was eigendom van de gebroeders Geleijns. Veel van de arbeiders woonden in Roodevaart, anderen kwamen uit de omliggende dorpen. Het haventje van de scheepswerf van Paans is nu een jachthaven.
Omstreeks 1900 was de buurtschap erg levendig, met cafés en winkels. Er kwamen schepen die bieten brachten naar de vier suikerfabrieken die ooit in Zevenbergen te vinden waren. Deze zijn echter alle gesloten, evenals de scheepswerven. Slechts enkele reparatiebedrijven zijn nog te vinden.

## Heden
De nabijheid van het Haven- en industriegebied Moerdijk met zijn grootschalige fabrieken trok niet alleen een wissel op de leefbaarheid, maar de kans is aanwezig dat de buurtschap zal verdwijnen indien men het bedrijventerrein verder gaat uitbreiden.
Steden: Klundert · Willemstad · Zevenbergen

Dorpen: Fijnaart · Moerdijk · Heijningen · Helwijk · Langeweg · Noordhoek · Standdaarbuiten · Zevenbergschen Hoek 

Buurtschappen: Achterdijk · Barlaque · Bovensluis · Drie Hoefijzers · Driehoek · De Druif · Hoekske · Kade · Kreek · Kwartier · Lochtenburg · Nieuwemolen · Noordschans · Oranjeoord · Oudemolen · Pelikaan · Roodevaart · Stadse Dijk · Strooiendorp · Tonnekreek · Zevenhuizen · Zwingelspaan

Noord-Brabant: Steden en dorpen      Nederland: Provincies · Gemeenten